# Isabelle Larrañaga Ramírez
Pour les articles homonymes, voir Larranaga et Ramírez.
Isabelle du Cœur de Jésus
Isabelle Larrañaga Ramírez (Manille, 19 novembre 1836 - La Havane, 17 janvier 1899) est une religieuse catholique philippine fondatrice des Sœurs de la charité du Sacré-Cœur de Jésus et reconnue vénérable par le pape Jean-Paul II le 26 mars 1999.

## Biographie
Isabel Larrañaga Ramirez est née à Manille, capitale des Philippines, le 19 novembre 1836. Elle est la fille de Juan Andres de Larrañaga, alors gouverneur militaire de Manille, et d'Isabel Ramirez Patino. Son père est originaire d'Espagne et sa mère est née à Lima, au Pérou, d'une famille d'ascendance espagnole. Isabel est la plus jeune des dix enfants de la fratrie. Ses parents sont espagnols mais elle-même est philippine de naissance et de nationalité. Elle est baptisée un mois après sa naissance, dans l'église Saint-Michel-Archange de Manille (en), proche du palais de Malacañan.
Son père meurt en 1838. Sa mère part alors en Espagne avec les enfants. Isabel passe son enfance et son adolescence à Madrid et à Lima. Sa mère veille à ce qu'elle reçoive une bonne éducation, avec l'apprentissage de la musique, de la peinture et des langues : le français, l'anglais et l'italien.
Très jeune, Isabel sent qu'elle a la vocation à la vie religieuse. Mais elle se heurte à l'opposition de sa mère, qui pour tâcher de la faire changer d'avis, l'emmène dans différents pays.
En 1855, Isabel accompagne sa mère et son frère, Francisco Adrian, à Lima, au Pérou. Isabel, alors âgée de dix-huit ans, devient enseignante et s'engage dans les œuvres caritatives. Elle rend visite aux malades dans des hôpitaux et devient catéchiste pour les enfants et les adolescents,. Sept ans plus tard, elle et sa mère rentrent en Espagne et résident à Madrid.
Après une rude épreuve, à quarante ans, après avoir pratiqué chaque année les exercices spirituels, elle prend la décision d'entrer dans la vie religieuse. Le 2 février 1877, elle se consacre au Seigneur, en même temps que trois compagnes. Elle ouvre une maison religieuse dans la capitale, Madrid. Elles constituent d'abord une simple association pieuse de femmes dévouées au Sacré-Cœur de Jésus. Elles se vouent à la prière et aux exercices spirituels. Plus tard, elle oriente leur action vers l'éducation comme domaine prioritaire d'activité.
L'éducation est alors en Espagne un besoin prioritaire, avec de nettes lacunes dans les zones rurales et dans les banlieues des grandes villes. Mère Isabel ouvre des écoles et des pensionnats où elle estime que c'est le plus nécessaire : à Leganés, à Griñón, à Torrijos, à Madrid, à Fuensalida, à Villaverde, à Cuba.
En 1894, Mère Isabel organise une expédition religieuse à Cuba en dépit de la situation politique difficile qui prévalait à cette époque. Au cours de son deuxième voyage à Cuba, elle a des problèmes cardiaques aggravés par les souffrances de la guerre, qui entraînent finalement sa mort le 17 janvier 1899. Elle laisse un institut florissant qui, après sa mort, s'étend au Porto Rico, au Venezuela, au Pérou, au Chili.

## Procédure de béatification
La procédure en vue de la béatification d'Isabel Larrañaga Ramírez est ouverte au niveau diocésain dans les années 1960. Le 17 décembre 1982, sa cause de béatification est officiellement ouverte à Rome auprès de la Congrégation pour la cause des saints, ce qui lui attribue ainsi le titre de « servante de Dieu Isabel Larrañaga Ramírez » (Isabel du Cœur de Jésus).
Dix-sept ans plus tard, l'année du centenaire de sa mort, le 26 mars 1999, le pape Jean-Paul II reconnaît l'héroïcité des vertus d'Isabel Larrañaga Ramirez, Mère Isabel du Cœur de Jésus, et l'élève au rang de vénérable.